# Aplysia elongata
Aplysia elongata is een slakkensoort uit de familie van de Aplysiidae.
De wetenschappelijke naam van de soort is voor het eerst geldig gepubliceerd in 1860 door William Pease, onder de naam Syphonota elongata.